# うえちゃんのおっかけラジオ ヨッ!お疲れさん
『うえちゃんのおっかけラジオ ヨッ！お疲れさん』は、上柳昌彦アナウンサー（当時の表記は平仮名の“うえやなぎまさひこ”）がパーソナリティの、ニッポン放送で1997年10月から1998年3月の平日（月曜〜金曜）の17:40〜19:00（JST）に放送されていたラジオ番組である。
ルーツは1994年10月〜1996年3月（プロ野球のオフシーズンのみ）の19:00〜20:50に放送されていた『上柳昌彦の花の係長 ヨッ!お疲れさん』。この番組が翌年のオフシーズンには18時台まで拡大されて『うえちゃんのホッとラジオ ヨッ!お疲れさん』にタイトルを変更（ただし、1996年12月までは『上ちゃんのホッとラジオ ヨッ!お疲れさん』として放送されていた）。翌1998年には19時〜20時台をオールナイトニッポン放送開始30周年記念番組『オールナイトニッポンDX』に譲って、当時土曜日の8:00〜11:00に放送されていた『うえちゃんの花の土曜日おっかけラジオ』と連動したタイトルとなった。
看板コーナーは「美女対談 素顔でトークおしゃれでチュッ!」や「おっかけテレフォン」など。土曜日の番組と連動した「おたよりおっかけさん」というコーナーもあった。
上柳は1998年3月から『のってけテリー!渚の青春花吹雪』のパーソナリティを務めていたタレントで演出家のテリー伊藤と『テリーとうえちゃんのってけラジオ』、2002年10月から『うえやなぎまさひこのサプライズ!』へ担当番組を移動した。
オープニングのジングルは、前年放送されていた『うえちゃんのホッとラジオ ヨッ!お疲れさん』のジングルを、番組名だけ直してそのまま使っていた。エンディング曲はビートルズのエニイ・タイム・アット・オール。これは土曜日の番組と共通であった。
新聞のラジオ番組欄において『ヨッ』としか表記されなかったことがあり、上柳が番組中「これでは何の番組か分からない」とぼやいたことがある（これはラテ欄一行当たりの文字数制限のためで略されることはよくある）。

## コーナー
- きょうの出来事 ニュースは踊る
- おっかけテレフォン
- おたよりおっかけさん
- TOSOSHIN美女対談 素顔でトークおしゃれでチュッ!
- スポーツチェック
- ニッポン放送一週間 素朴な疑問
- 必勝!大開放スロット

「おたよりおっかけさん」と「ニッポン放送一週間 素朴な疑問」以外は、前年の『うえちゃんのホッとラジオ ヨッ!お疲れさん』の18時台のコーナーとほぼ同一だった。

また、「おたよりおっかけさん」は前述どおり、当時上柳が掛け持ちで担当していた土曜午前枠の『うえちゃんの花の土曜日おっかけラジオ』にも同一のコーナーがあった。